# Adriana Mater
Adriana Mater es la segunda ópera con música de la compositora finesa Kaija Saariaho, con un libreto en francés por su frecuente colaborador, Amin Maalouf.  La Ópera Nacional de París y la Ópera Nacional de Finlandia encargaron conjuntamente la ópera. Se estrenó en la Ópera de la Bastilla el 3 de abril de 2006 en una producción dirigida por Peter Sellars. La producción fue dedicada a Gerard Mortier, director artístico de la Ópera Nacional de París.
El estreno finlandés de la ópera tuvo lugar el 23 de febrero de 2008 en Helsinki. La ópera recibió su estreno en Reino Unido en una interpretación de concierto el 24 de abril de 2008 y su estreno estadounidense tuvo lugar en la Ópera de Santa Fe el 26 de julio de 2008
 con Groop y Freund en sus roles originales. En las estadísticas de Operabase aparecen 4 representaciones en el período 2005-2010, siendo la 2.ª de Saariaho.
Saariaho usó recuerdos de su primer embarazo como parte de inspiración para la ópera.  Maalouf utilizó sus recuerdos de corresponsal de guerra y su consciencia de los conflictos religiosos y políticos contemporáneos como temas en la ópera.

## Personajes
| Personaje                 | Tesitura      | Reparto del estreno en París, 7 de abril de 2006, (Director: Esa-Pekka Salonen) | Reparto del estreno finlandés, 23 de febrero de 2008, (Director: Ernest Martínez Izquierdo) |
| ------------------------- | ------------- | ------------------------------------------------------------------------------- | ------------------------------------------------------------------------------------------- |
| Adriana                   | mezzosoprano  | Patricia Bardon                                                                 | Monica Groop                                                                                |
| Refka, hermana de Adriana | soprano       | Solveig Kringelborn                                                             | Pia Freund                                                                                  |
| Yonas, hijo de Adriana    | tenor         | Gordon Gietz                                                                    | Tuomas Katajala                                                                             |
| Tsargo                    | bajo-barítono | Stephen Milling                                                                 | Jyrki Korhonen                                                                              |
| Coro                      |               |                                                                                 |                                                                                             |